# Elena Cecchini
Elena Cecchini (ur. 25 maja 1992 w Udine) – włoska kolarka szosowa i torowa, czterokrotna medalistka mistrzostw świata.

## Kariera
Pierwszy sukces w karierze osiągnęła w 2009 roku, kiedy zdobyła złoty medal w wyścigu ze startu wspólnego podczas szosowych mistrzostw Europy juniorów oraz srebrny w wyścigu punktowym na torowych mistrzostwach świata juniorów. W 2010 roku została mistrzynią Europy juniorek w wyścigu punktowym, a na rozgrywanych rok później mistrzostwach Europy była druga w tej samej konkurencji w kategorii U-23. Następnie zdobyła brązowy medal w drużynowym wyścigu na dochodzenie U-23 na mistrzostwach Europy w 2013 roku, w 2014 roku zdobyła między innymi brązowe medale w scratchu i wyścigu punktowym seniorek na mistrzostwach Europy, a na szosowych mistrzostwach Europy w Nyonie zajęła drugie miejsce w wyścigu ze startu wspólnego U-23. W tym samym roku była też druga w wyścigu Tour of Chongming Island.
W 2016 roku została mistrzynią kraju w wyścigu ze startu wspólnego, wygrała wyścig Thüringen Rundfahrt der Frauen, a razem z zespołem Canyon-SRAM Racing wywalczyła srebrny medal w drużynowej jeździe na czas na szosowych mistrzostwach świata w Doha. Rok później była druga w wyścigu Ronde van Drenthe, a w 2018 roku wywalczyła złoty medal w drużynowej jeździe na czas podczas mistrzostw świata w Innsbrucku. Na szosowych mistrzostwach Europy w Alkmaar w 2019 roku była druga w wyścigu ze startu wspólnego. W tej samej konkurencji zdobyła następnie brąz na ME w Plouay (2020), złoto na ME w Trydencie i brąz na MŚ w Leuven (2021) oraz srebro na MŚ w Wollongong (2022). Była też między innymi ponownie druga w Ronde van Drenthe 2019.
W 2016 roku wystąpiła na igrzyskach olimpijskich w Rio de Janeiro, zajmując 20. miejsce w wyścigu ze startu wspólnego.
Jej mężem jest włoski kolarz Elia Viviani.